# レオナール・シェ・オキトゥンドゥ
レオナール・シェ・オキトゥンドゥ・ルンドゥラ（フランス語: Léonard She Okitundu Lundula、1946年3月8日 - ）は、コンゴ民主共和国の政治家、外交官。2016年12月から2019年3月までコンゴ民主共和国の外務・国際協力大臣と副首相の一人を務める。以前はコンゴとザイールで他の多くの官職を歴任しており、以前は外務大臣（2000年から2003年まで）、上院議員、またジョセフ・カビラ政権の参謀でもあった。

## 経歴
ダベル・オキトゥンドゥとキテンゲ・アヴォキの息子であるオキトゥンドゥは、弁護士の資格を持ち、1997年まで長期間、スイスで働いていた。
1999年3月15日から人権大臣を務めていたが、2000年にアブドゥライエ・イェロディア・ンドンバシに代わって外務大臣に就任した。2001年12月には、アフリカ開発会議のために日本を訪れた。2003年から2006年までは、ジョセフ・カビラ大統領の首席補佐官を務めた。2006年の総選挙期間中にロンドンを訪れた際、2006年10月に外務省の前でカビラの反対派と思われる男たちに襲われ、セントラル・ミドルセックス病院に入院した。また、コンゴ民主共和国の上院議員でもある。
2016年12月、カビラ大統領がコンゴの野党との取引で内閣を再編し、同月に行われるはずだった総選挙が延期されたため、オキトゥンドゥはレイモンド・チバンダに代わって外務・国際協力大臣に就任した。翌月には、コンゴ民主共和国を代表して、アフリカ・フランス首脳会議に出席した。2月には、欧州委員会のクリストス・スティリアニデス人道援助・市民保護担当委員と会談。2017年3月にはロシアのセルゲイ・ラブロフ外相と会談し、コンゴ民主共和国とロシアの関係や地域問題など、さまざまな問題について話し合った。同年7月にはイーゴリ・エブドキモフ駐コンゴ民主共和国ロシア大使と会談し、国際機関の枠組みでの両国の協力関係や経済関係などについて話し合った。2017年11月、オキトゥンドゥはいくつかの国を訪れ、コートジボワールで開催されたアフリカ連合・欧州連合首脳会議でベルギーのディディエ・レインダースと会談し、キンシャサにベルギーの新しい大使館を開設することや、ベルギーとコンゴ民主共和国の関係を強化することについて話し合った。また、インドのスシュマ・スワラージ外務大臣と会談し、両国の関係強化について話し合った。
2019年3月7日に外務大臣を退任した。